# Мара Петкова
Мара Николова Петкова е известна българска пианистка и музикална педагожка.

## Биография
Започва да учи пиано още на 7-годишна възраст, а на 11 години изнася първия си самостоятелен концерт. През 1937 година завършва Държавната музикална академия в София, където нейна преподавателка е пианистката Панка Пелишек. Между 1938 и 1940 година специализира в Берлинската консерватория.
След завръщането си в България Мара Петкова преподава пиано, солфеж и корепетиция в Консерваторията и през 1947 година става асистент на проф. Пелишек. От 1951 година е редовен доцент, а от 1966 година – професор. Сред нейните ученици в Консерваторията се отличават имената на пианистите Марио Ангелов, Антони Дончев, Малина Малинова, Анжела Тошева и Стефан Траянов, диригентите Росица Баталова и Любомир Каролеев, композитора Филип Павлов.
Наред с концертната и педагогическата си дейност Мара Петкова е автори и редактор на издания с клавирни пиеси, както и на студии и статии по клавирна педагогика.